# Olbia-Tempio (provins)
Olbia-Tempio var en provins i den italienska regionen Sardinien och dess huvudorter var Olbia och Tempio Pausania. Provinsen etablerades 2001 genom en utbrytning av 24 kommuner från provinsen Sassari. Provinsen upphörde 2016 och kommunerna återgick till provinsen Sassari.

## Administrativ indelning
Provinsen Olbia-Tempio var indelad i 26 comuni (kommuner) 2015.

## Geografi
Provinsen Olbia-Tempio gränsar:
- i norr och öst mot Bonifaciosundet och Tyrrenska havet
- i syd mot provinsen Nuoro
- i väst mot provinsen Sassari